# Pompilopsis tarsalis
Pompilopsis tarsalis är en fjärilsart som beskrevs av Walker 1854. Pompilopsis tarsalis ingår i släktet Pompilopsis och familjen björnspinnare. Inga underarter finns listade i Catalogue of Life.